# Johannes-Nepomuk-Kapelle (Gaal)

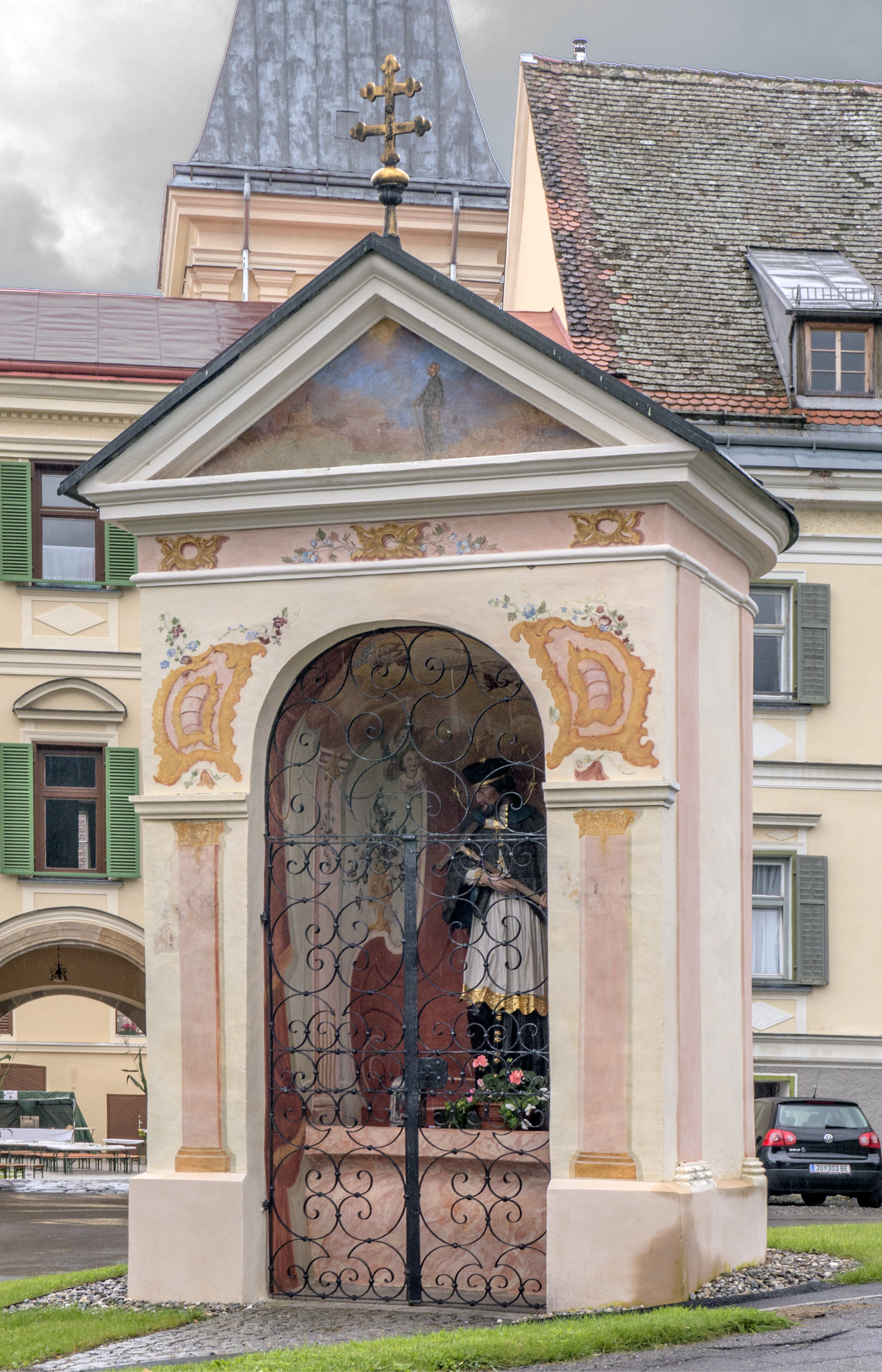
Nepomuk-Kapelle vor dem Schloss Wasserberg in Gaal

Die Johannes-Nepomuk-Kapelle ist eine Wegkapelle in der Gemeinde Gaal im Bezirk Murtal in der Steiermark. Sie steht unter Denkmalschutz (Listeneintrag).

## Geschichte
Die barocke Wegkapelle zum hl. Johannes Nepomuk steht vor dem Schloss Wasserberg. Sie ist dem Weg- und Brückenheiligen des alten Österreich Johannes Nepomuk geweiht. Das genaue Erbauungsdatum ist unbekannt. Sie hat einen Halbkreisschluss, einen Dreieckgiebel und ein barockes Schmiedeeisengitter. Die Statue des Heiligen stammt aus dem 3. Viertel des 18. Jahrhunderts. An der Außenseite befinden sich Malereien mit Heiligen in Rokokorahmung aus selber Zeit.
Die denkmalgeschützte Kapelle wurde 2013 renoviert.

## Quelle und Literatur
- Meinhard Brunner, Walter Brunner, Odo Burböck, Franz Jäger: Gaal. Geschichte des Lebensraumes und seiner Bewohner. Gaal 2000.
- Kurt Woisetschläger, Peter Krenn (Hrsg.): Dehio Steiermark (ohne Graz). Schroll, Wien 1982, ISBN 3-7031-0532-1, S. 603.